# Islas serranas

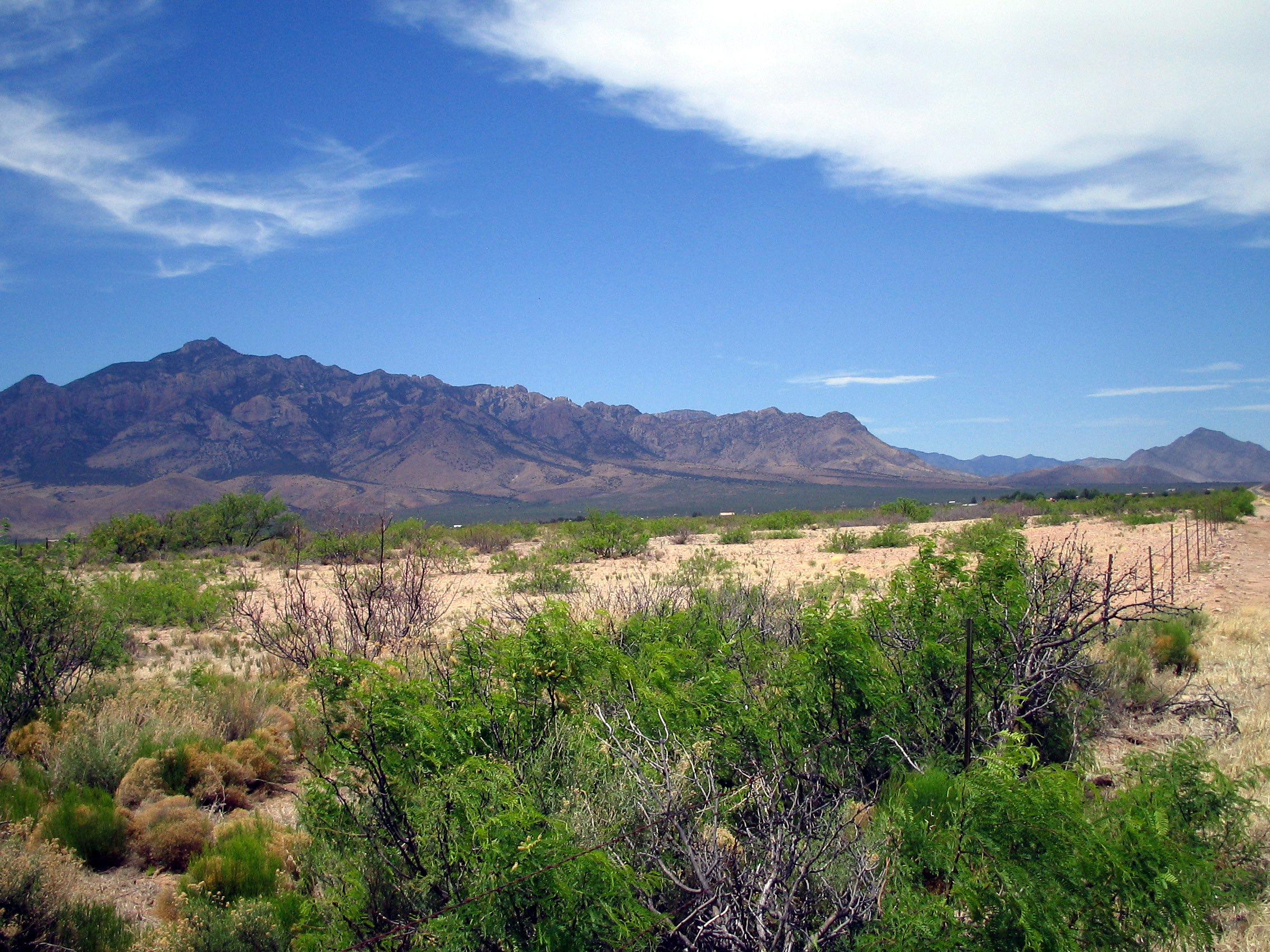
Sierra de Chiricahua sobre el desierto.

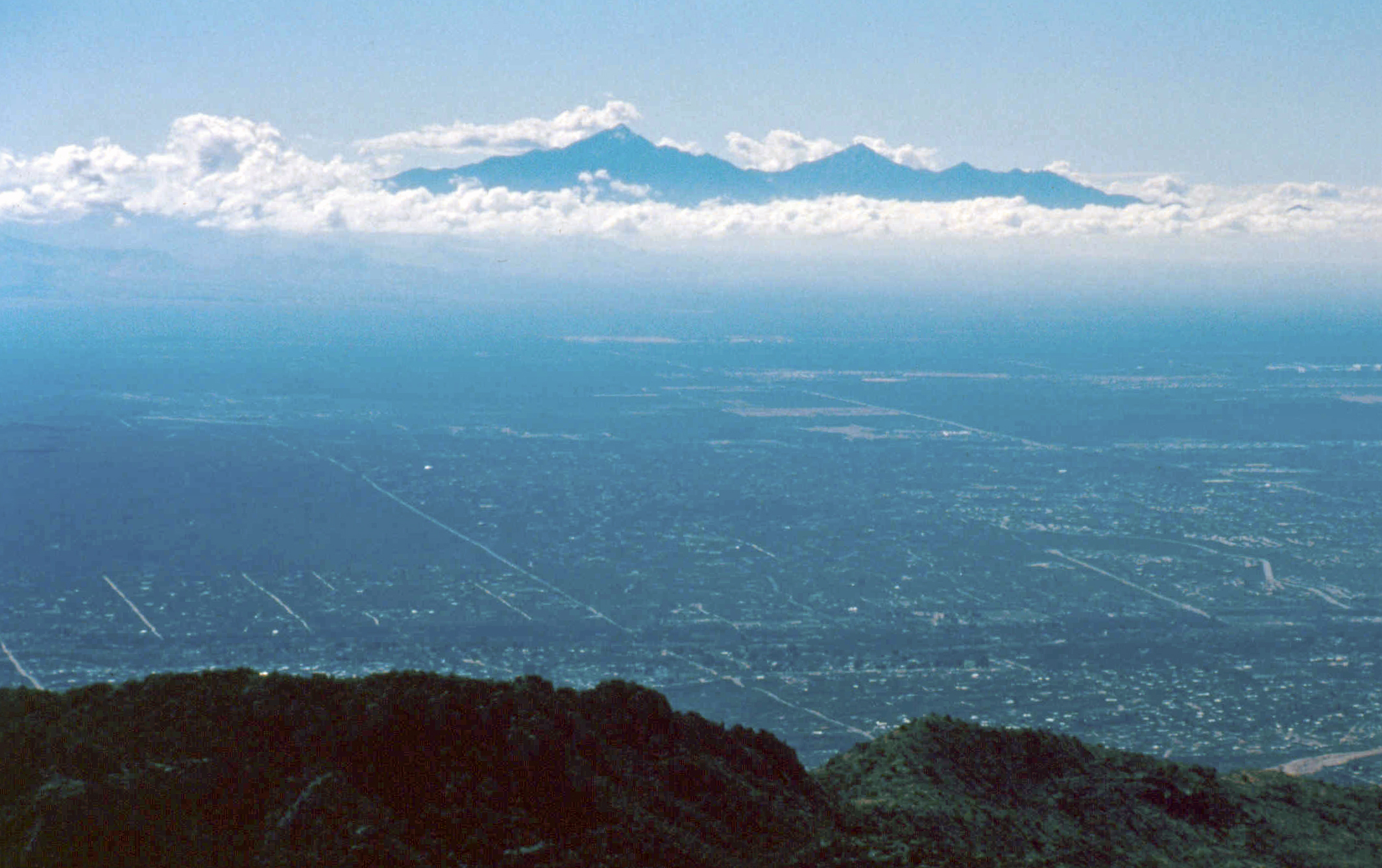
Vista de islas serranas en la sierra de la Santa Rita desde la sierra de Santa Catalina en Tucsón

Las islas serranas (del inglés: Sky island), o islas del cielo (por su transliteración del inglés), son montañas que están aisladas por tierras bajas con un clima totalmente diferente, lo cual, asociado a la zonificación altitudinal de los ecosistemas, tiene un impacto significativo sobre sus hábitats naturales. Entre los fenómenos que podemos encontrar en las islas serranas, están el endemismo, migración vertical de aves y las poblaciones de relicto. La compleja dinámica de la riqueza de especies que podemos encontrar en las islas serranas llama la atención de las disciplinas que tratan la biogeografía así como la biodiversidad. Una de las claves de las islas serranas es la separación física de otros complejos montañosos, lo que resulta en un hábitat de isla, como lo es el de un bosque que está rodeado por el desierto. Algunas de las islas serranas son refugio para especies boreales en el cambio climático actual y desde la última glaciación.

## Origen del término
El término en inglés fue popularizado por el escritor de la naturaleza Heald Weldon, residente en el sureste de Arizona. En su libro de 1967, Sky Island, demostró el concepto describiendo un viaje desde la localidad de Rodeo, Nuevo México, en el desierto occidental de Chihuahua, hasta un pico en la sierra de Chiricahua, a 56 km de distancia y 1.700 m más elevado. Ascendiendo desde el caluroso y árido desierto, las transiciones de entorno hasta los pastos, y luego a los bosques de roble-pino, bosques de pino, abeto y finalmente al bosque de pícea-abeto-álamo. El libro menciona el concepto de bioma, pero prefiere la terminología de zonas de vida, y hace referencia a la labor de Clinton Hart Merriam. El libro también describe la vida silvestre y las condiciones de vida de los chiricahuas.
Por la misma época, la idea de las montañas como islas de hábitat cuajó entre los científicos y ha sido utilizada por escritores tan populares como David Quammen y John McPhee. Este concepto se inscribe en el estudio de la biogeografía de islas. No se limita a las montañas en el suroeste de América del Norte, ya que se puede aplicar a las montañas, tierras altas, y macizos de todo el mundo.
Mucho antes, el concepto de isla serrana fue mencionada en 1943 por Natt N. Dodge en un artículo en Arizona Highways Magazine cuando se refirió a la sierra de Chiricahua en el sureste de Arizona como una «(...) isla montañosa en un mar desierto». ("... mountain island in a desert sea").

## Islas serranas en el mundo

### Ecozona afrotropical
- Cal Madow
- Selva de la cordillera de Camerún
- Macizo etíope
- Highlands of southern Africa
- Monte Kilimanjaro
- Montañas Rwenzori

### Ecozona Australasia
- Monte Wilhelm

### Ecozona Indomalaya
- Fan Si Pan
- Montañas Jade, en Taiwán
- Monte Kinabalu
- Nat Ma Taung
- Tây Nguyên
- Montañas Titiwangsa
- Ghats Occidentales

### Ecozona neártica
- Archipiélago Madrense
- Great Basin montane forests
- Montañas Guadalupe

### Ecozona Neotrópica
- Baja California
- Cordillera de América Central
- Volcán Mombacho
- Escudo guayanés
- Serra do Mar
- Cordillera de la Costa (Venezuela)

### Ecozona paleártica
- Montañas de Air
- Montañas Altái
- Montañas Baikal
- Montañas del Cáucaso
- Montañas Tibesti
- Tien Shan